# Morti nel 1425
| Questa pagina contiene informazioni ricavate automaticamente dalle voci biografiche con l'ausilio del template Bio e di un bot. L'aggiornamento è periodico e automatico e ricostruisce completamente la pagina. Se manca una persona in questa lista, sei pregato di non aggiungerla, ma accertati piuttosto che la sua voce biografica contenga il template Bio e che i dati anagrafici siano correttamente compilati. Se il template Bio manca, inseriscilo tu stesso o, in alternativa, metti l'avviso {{tmp\|Bio}} che ne segnala la mancanza. Se i dati riportati sono sbagliati, correggi direttamente la voce biografica; le modifiche saranno visibili in questa lista entro pochi giorni. Per chiarimenti vedi il progetto biografie. La lista contiene solo le 34 persone che sono citate nell'enciclopedia e per le quali è stato implementato correttamente il template Bio. Pagina aggiornata al 18 ago 2025. |

- 6 gennaio - Giovanni III di Baviera-Straubing, vescovo cattolico tedesco (n. 1374)
- 18 gennaio - Edmondo Mortimer, V conte di March, nobile britannico (n. 1391)
- 24 gennaio - Caterina di Borgogna, nobile (n. 1378)
- 1º febbraio - Oddo Fortebraccio, nobile e condottiero italiano (n. 1410)
- 12 febbraio - Cabrino Fondulo, condottiero italiano (n. 1370)
- 27 febbraio - Basilio I di Russia, principe russo (n. 1371)
- 16 marzo - Leonardo Dati, umanista italiano (n. 1360)
- 17 marzo - Ashikaga Yoshikazu, militare giapponese (n. 1407)
- 30 marzo - Guglielmo II di Meißen, nobile tedesco (n. 1371)
- 16 maggio - Cristoforo Castiglione, giurista italiano (n. 1345)
- 21 maggio - Ugo d'Este, nobile (n. 1405)
- 21 maggio - Parisina Malatesta, marchesa italiana (n. 1404)
- 24 maggio - Murdoch Stuart, nobile scozzese (n. 1362)
- 29 maggio - Hongxi, imperatore cinese (n. 1378)
- 1º luglio - Giorgio di Sagla, presbitero e scrittore etiope
- 18 luglio - Pietro di ser Mino da Montevarchi, giurista e religioso italiano
- 21 luglio - Manuele II Paleologo, imperatore bizantino (n. 1350)
- 23 luglio - Tebaldo Ordelaffi, nobile italiano (n. 1413)
- 25 agosto - Cristoforo di Werle, principe
- 8 settembre - Carlo III di Navarra, sovrano (n. 1361)
- 17 settembre - Bona d'Artois, principessa francese (n. 1394)
- 21 ottobre - Ralph Neville, I conte di Westmorland, nobile britannico
- 29 novembre - Alfonso V di Ribagorza, nobile
- Alfonso Álvarez de Villasandino, poeta spagnolo (n. 1340)
- Atanasio IV di Alessandria, arcivescovo ortodosso egiziano
- Jean de Béthencourt, esploratore francese (n. 1362)
- Elizabeth FitzAlan, nobile inglese (n. 1366)
- Matteo Gisalberto, vescovo cattolico italiano
- Bartolomeo Gonzaga, condottiero e politico italiano (n. 1380)
- Maestro del paramento di Narbona, miniatore e pittore francese (n. 1361)
- Mādhavan di Sangamagrama, matematico e astronomo indiano (n. 1350)
- Agostino Sbarra, numismatico italiano
- Yunus, sultano berbero
- Ugolino da Montecatini, medico e idrologo italiano (n. 1345)